# صموئيل زاكس
صموئيل زاكس (بالإنجليزية: Samuel Sachs)‏ هو مصرفي ورائد أعمال أمريكي، ولد في 28 يوليو 1851 في ماريلند في الولايات المتحدة، وتوفي في 2 مارس 1935 في نيويورك في الولايات المتحدة.

## وصلات خارجية
- صموئيل زاكس على موقع إن إن دي بي (الإنجليزية)